# Victoria (Iași)
Victoria es una comuna ubicada en el distrito de Iași, Rumania.

## Superficie
Cuenta con una superficie de 60,29 kilómetros cuadrados.

## Demografía
Hasta 2021 la población era de 3819 habitantes, con una densidad de población de 63,34 habitantes por kilómetro cuadrado.